# Circuito di Valencia
Il circuito Ricardo Tormo è un circuito motoristico posizionato a Cheste, vicino a Valencia, in Spagna, dedicato al pilota spagnolo deceduto nel 1998.
Fu inaugurato nel 1999 con il Gran Premio della Comunità Valenciana del motomondiale, vinto da Régis Laconi nella classe 500, da Tōru Ukawa nella classe 250 e da Gianluigi Scalvini nella classe 125; il tracciato ha continuato a ospitare questo evento anche negli anni successivi.
Il circuito misura 4,005 km, il rettilineo più lungo misura 876 metri. Grazie alla sua posizione geografica che consente un mite clima invernale, ha ospitato test di Formula 1, mentre durante la stagione regolare è sede di competizioni del motomondiale e del campionato mondiale Superbike per quanto riguarda le due ruote, del turismo e dal 2010 il DTM (Deutsche Tourenwagen Masters) per quanto riguarda l'automobilismo.
Dal 5 al 7 maggio 2023 il tracciato ha ospitato tre mini-gare stagionali della F1 Academy, che hanno visto vincere rispettivamente le pilote Hamda Al Qubaisa, Bianca Bustamante e Marta García.
A fine ottobre 2024, alcune parti del circuito vengono danneggiate a causa delle inondazioni alluvionali, costringendo il 17 novembre successivo a ripiegare su Montmelò.